# Кубок Північної Ірландії з футболу 2013—2014
Кубок Північної Ірландії з футболу 2013–2014 — 134-й розіграш кубкового футбольного турніру в Північній Ірландії. Титул вшосте здобув Гленавон.

## Календар
| Раунд           | Дата                      | Матчі | Клуби    |
| --------------- | ------------------------- | ----- | -------- |
| Перший раунд    | 7 вересня 2013            | 35    | 119 → 84 |
| Другий раунд    | 12 жовтня 2013            | 20    | 84 → 63  |
| Третій раунд    | 9 листопада 2013          | 11    | 63 → 52  |
| Четвертий раунд | 7 грудня 2013             | 20    | 52 → 32  |
| 1/16 фіналу     | 11 січня 2014             | 16    | 32 → 16  |
| 1/8 фіналу      | 8 лютого - 1 березня 2014 | 8     | 16 → 8   |
| 1/4 фіналу      | 1-10 березня 2014         | 4     | 8 → 4    |
| 1/2 фіналу      | 5 квітня 2014             | 2     | 4 → 2    |
| Фінал           | 3 травня 2014             | 1     | 2 → 1    |

## 1/16 фіналу
| Команда 1                     | Рахунок | Команда 2                 |
| ----------------------------- | ------- | ------------------------- |
| 11 січня 2014                 |         |                           |
| Харленд-енд-Вульф Велдерс (2) | 2:2     | Балліміна Юнайтед         |
| Квінз Юніверсіті (3)          | 1:0     | Лімаваді Юнайтед (2)      |
| Лісберн Дістіллері (2)        | 0:0     | ПСНІ (3)                  |
| Баллінамаллард Юнайтед        | 0:0     | Стребен Атлетік (4)       |
| Ардс                          | 2:2     | Армаг Сіті (3)            |
| Балліклер Комрадс (2)         | 3:0     | Кілмоур Рекреейшн (4)     |
| Баллімоні Юнайтед (3)         | 1:0     | Бенбрідж Таун (3)         |
| Бангор (2)                    | 7:1     | Гліб Рейнджерс (3)        |
| Каррік Рейнджерс (2)          | 3:2     | Дандела (2)               |
| Кліфтонвілль                  | 2:2     | Колрейн                   |
| Крузейдерс                    | 2:1     | Кремлін Стар (4)          |
| Гленавон                      | 7:0     | Спорт-енд-Леже Свіфтс (3) |
| Лінфілд                       | 5:0     | Дергв'ю (2)               |
| Мойола Парк (3)               | 1:5     | Данганнон Свіфтс          |
| Портадаун                     | 3:2     | Гленторан                 |
| Ворренпойнт Таун              | 3:2     | Чімні Корнер (3)          |

Перегравання
| Команда 1              | Рахунок | Команда 2                     |
| ---------------------- | ------- | ----------------------------- |
| 21 січня 2014          |         |                               |
| Балліміна Юнайтед      | 1:0     | Харленд-енд-Вульф Велдерс (2) |
| ПСНІ (3)               | 0:2     | Лісберн Дістіллері (2)        |
| Баллінамаллард Юнайтед | 1:0     | Стребен Атлетік (4)           |
| Армаг Сіті (3)         | 3:1     | Ардс                          |
| Колрейн                | 4:3     | Кліфтонвілль                  |

## 1/8 фіналу
| Команда 1              | Рахунок | Команда 2             |
| ---------------------- | ------- | --------------------- |
| 8 лютого 2014          |         |                       |
| Армаг Сіті (3)         | 1:1     | Гленторан             |
| Балліклер Комрадс (2)  | 2:1     | Каррік Рейнджерс (2)  |
| Колрейн                | 2:3     | Данганнон Свіфтс      |
| Крузейдерс             | 4:0     | Баллімоні Юнайтед (3) |
| Лінфілд                | 1:2     | Балліміна Юнайтед     |
| Лісберн Дістіллері (2) | 0:2     | Квінз Юніверсіті (3)  |
| Ворренпойнт Таун       | 0:0     | Бангор (2)            |
| 1 березня 2014         |         |                       |
| Баллінамаллард Юнайтед | 0:3     | Гленавон              |

Перегравання
| Команда 1      | Рахунок | Команда 2        |
| -------------- | ------- | ---------------- |
| 17 лютого 2014 |         |                  |
| Бангор (2)     | 1:0     | Ворренпойнт Таун |
| 1 березня 2014 |         |                  |
| Гленторан      | 2:1     | Армаг Сіті (3)   |

## 1/4 фіналу
| Команда 1            | Рахунок | Команда 2             |
| -------------------- | ------- | --------------------- |
| 1 березня 2014       |         |                       |
| Балліміна Юнайтед    | 4:1     | Данганнон Свіфтс      |
| Крузейдерс           | 5:0     | Балліклер Комрадс (2) |
| Квінз Юніверсіті (3) | 3:2     | Бангор (2)            |
| 10 березня 2014      |         |                       |
| Гленторан            | 1:2     | Гленавон              |

## 1/2 фіналу
| Команда 1         | Рахунок | Команда 2            |
| ----------------- | ------- | -------------------- |
| 5 квітня 2014     |         |                      |
| Балліміна Юнайтед | 3:0     | Квінз Юніверсіті (3) |
| Гленавон          | 3:1 дч  | Крузейдерс           |

## Фінал
| 3 травня 2014 16:30 (EEST) |

| Балліміна Юнайтед | 1:2      | Гленавон            |
| ----------------- | -------- | ------------------- |
| Дженкінс 70'      | Протокол | Нейл 34' Паттон 75' |

| Віндзор Парк, Белфаст Глядачів: 7 282 Арбітр: Реймонд Кренджл |